# پوتبوس
پوتبوس (به آلمانی: Putbus) شهری ساحلی در ایالت مکلنبورگ-فورپومن در کشور آلمان می‌باشد. این شهر در ساحل جنوب شرقی جزیره روگن واقع شده‌است. نام این شهر برگرفته از نام شاهزاده ویلهلم مالت اول می‌باشد.